# حاجی‌محموداوشاغی (اورتاکوی)
حاجی‌محموداوشاغی (به ترکی استانبولی: Hacımahmutuşağı) یک منطقهٔ مسکونی در ترکیه است که در اورتاکوی (آق‌سرای) واقع شده‌است.